# Shannon Whirry
Shannon Whirry (* 7. November 1964 in Green Lake, Wisconsin) ist eine US-amerikanische Schauspielerin.

## Leben und Leistungen
Whirry studierte in den 1980er Jahren Schauspiel an der American Academy of Dramatic Arts. Sie debütierte an der Seite von Steven Seagal im Actionfilm Deadly Revenge – Das Brooklyn-Massaker aus dem Jahr 1991. Im Thriller Animal Crimes (1992) spielte sie neben Maxwell Caulfield eine größere Rolle, im Erotikthriller Die Dunkle Macht der Leidenschaft (1993) übernahm sie eine der Hauptrollen. Im Fernsehthriller Der Mörder in ihrem Bett (1995) trat sie an der Seite von Heather Locklear auf. Im Thriller Private Obsession (1995) spielte sie die Rolle des Fotomodells Emanuelle Griffith, das von einem Fan entführt wird.
Im Thriller Retroactive spielte Whirry die Rolle von Rayanne, der Ehefrau des Killers Frank (James Belushi), den die Polizeipsychologin Karen (Kylie Travis) zu stoppen versucht. Im Independent-Filmdrama Fatal Pursuit (1998) war sie neben Malcolm McDowell zu sehen.

## Filmografie (Auswahl)
- 1991: Deadly Revenge – Das Brooklyn-Massaker (Out for Justice)
- 1992: Animal Crimes (Animal Instincts I)
- 1993: Die Dunkle Macht der Leidenschaft (Body of Influence)
- 1994: Animal Instincts 2
- 1994: Mirror Images II
- 1995: Der Mörder in ihrem Bett (Texas Justice)
- 1995: Private Obsession
- 1995: Dangerous Prey
- 1996: Omega Doom
- 1996: Playback
- 1997: Retroactive
- 1997–1998: Mike Hammer, Private Eye (Fernsehserie)
- 1998: Fatal Pursuit
- 1999: Active Stealth
- 1999: Prophet’s Game
- 2000: Lying in Wait
- 2000: Ich, beide & sie (Me, Myself & Irene)
- 2001: Mach 2
- 2007: Nuclear Secrets (Miniserie)
- 2010: Cowboys and Vampires